# Die schweigsame Frau

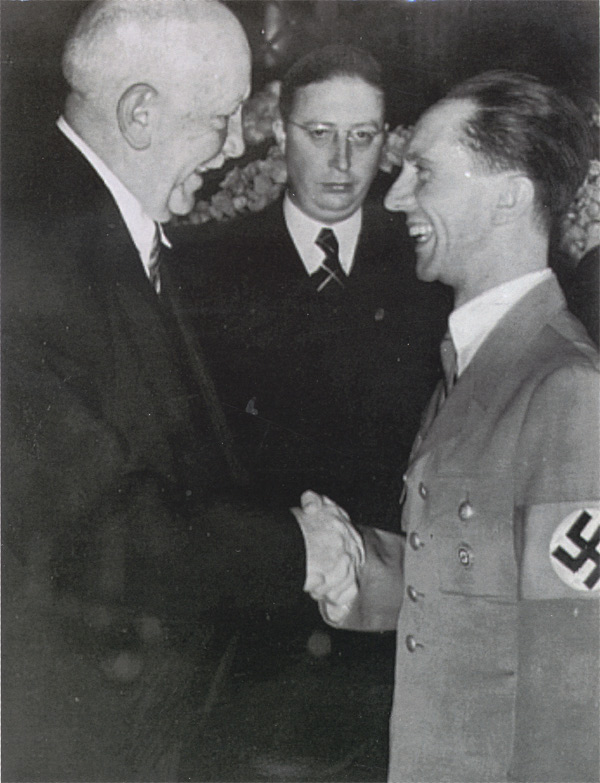
Richard Strauss och Joseph Goebbels 1938.

Die schweigsame Frau (Den tystlåtna kvinnan), op. 80, är en komisk opera i tre akter från 1935 med musik av Richard Strauss och libretto av Stefan Zweig, fritt efter Ben Jonsons Epicoene, or The silent woman.

## Bakgrund
Efter Hugo von Hofmannsthals död 1929 vände sig Richard Strauss till Zweig för att föreslå ett samarbete om en ny opera. De möttes första gången i november 1931 i München och Zweig föreslog Ben Jonsons komedi The Silent Woman som motiv för en opera. Strauss accepterade genast och Zweig sände honom texten till första akten i oktober 1932, akt två i december och akt tre i januari 1933. Strauss ändrade inte en enda rad i texten, bad Zweig endast att lägga till tre eller fyra rader för en motstämmas skull. Strauss sa själv att ingen av hans tidigare operor hade varit så lättkomponerad eller givit honom en sådan glädje. Under senare delen av 1933 komponerade Strauss musiken och var klar med akt ett 19 januari 1934 och akt två 24 augusti. 20 oktober var akt tre färdig och därmed hela operan. Till sist lade Strauss till en liten ouvertyr som innehöll många av de bästa idéerna från operan. 17 januari 1935 var verket komplett och skämtsamt nog kallade Strauss det varken för ouvertyr eller förspel, utan Potpurri, en term som brukade användas för musikaliska sammansättningar från operor och operetter skrivna för restaurangmusiker eller caféorkestrar.

## Musik och politik
Bara ett par veckor efter Nazistpartiets seger i Tyskland januari 1933 kom den första lagen mot icke-arier vilken förbjöd teatrar att sätta upp stycken där någon enda jude var involverad i. För att alla inblandade skulle förstå att regimen visste vad som pågick gjorde Goebbels ett uttalande i radion där han meddelade att Strauss höll på att komponera en opera med libretto av en judisk författare. Till råga på allt namngavs författaren felaktigt som Arnold Zweig, en annan regimkritisk författare.
I april 1933 blev det förbjudet för judar att inneha statliga tjänster i Tyskland. I september samma år bildades Reichskulturkammer som var en institution för likriktning inom kulturen, varav musiken var ett område. Goebbels utsåg Strauss och Wilhelm Furtwängler (ingen av dem var medlem av Nazistpartiet) till ordförande och vice ordförande i november. Sommaren 1934 förbjöd regimen Strauss att åka och dirigera vid Festspelen i Salzburg på grund av mordet på Österrikes förbundskansler Engelbert Dollfuss (ett mord som i själva verket hade utförts av SS-män förklädda till österrikiska soldater och polismän) i Julikuppen 25 juli. Endast som privatperson fick han deltaga. Han åkte till Salzburg och träffade Zweig som föreslog en ny opera, (24 Oktober 1648), som skulle utspelas under det sista året av Trettioåriga kriget. Senare skulle detta bli operan Friedenstag. Några veckor senare åkte Strauss till Bayreuth för att dirigera Wagners opera Parsifal och bodde i familjen Wagners hus Wahnfried där han träffade Goebbels:

Stefan Zweig

Jag tog emot honom och sa att det var möjligen talande att i den "store martyrens" hus även jag, den lille mannen, måste lida mitt martyrskap. Jag sa att jag inte ville genera Adolf Hitler genom att uppföra min opera och att jag var villig till att dra tillbaka Die schweigsame Frau helt och hållet, samt avstå alla föreställningar hemma och utomlands. Goebbels sa senare att mitt tal hade "imponerat djupt" på honom, kanske för att jag sa helt öppet att hela saken var en "stor skam". När vi skiljdes åt kom vi överens om att sända partituret till Führern för ett sista beslut... Nästa dag ringde Goebbels upp och sa att han noga hade tänkt över min "sak", att han hade talat med Hitler och att denne vill se på partituret. Goebbels la till att om texten var oanstötlig (förutom att vara skriven av en oförskämt begåvad jude) hoppades han att det inte skulle bli några fler problem med världspremiären i Dresden.
Strauss skrev till Zweig 21 september 1934:
| ” | Skrev jag till dig att Dr Goebbels berättade att Rikskanslern godkände uppförandet av Die scheweigsame Frau? Jag förhandlar nu med Dresden angående nödvändiga garantier och om säkerhet (så långt det går)... Under tiden ska jag slutföra partituret. | „ |

Samarbetet med Zweig hade varit så givande för Strauss att han var villig att trotsa regimen och fortsätta arbeta med denne trots hans judiska bakgrund. I ett brev till Zweig skrivet i februari 1935 föreslog Strauss att de i hemlighet skulle arbeta på nästa opera. Zweig som insåg allvaret långt mer än Strauss svarade att han inte vågade ta en sådan risk, men han kunde rekommendera någon annan som Strauss kunde samarbeta med. Han föreslog antingen poeten Alexander Lernet-Holenia eller teaterexperten Joseph Gregor. Strauss vägrade samarbeta med någon annan än Zweig för tillfället och trodde att det räckte med att han talade med Goebbels om saken. Föga anade han vad Goebbels skrev om honom i sin dagbok:
| ” | Tyvärr har vi bruk för honom ännu, men en dag ska vi skapa vår egen musik och då finns det ingen plats för den här dekadente neurotikern. | „ |

### Det ödesdigra brevet till Zweig
Strauss var så naiv att han till Goebbels i förtroende sade att han ämnade fortsätta arbeta med Zweig i hemlighet. I början av juni for Strauss till Dresden för att närvara vid repetitionerna av Die schweigsame Frau. Han fortsatte att försöka övertala Zweig att fortsätta samarbetet och var inte nöjd alls med det textmaterial som Gregor hade sänt honom. Zweigs svarsbrev av den 15 juni  finns inte bevarat men går att konstruera med hjälp av det brev Strauss sände honom två dagar senare. Förmodligen hade Zweig angivit de skäl som han ansåg fanns för att acceptera Gregor som hans nye librettist. Med hänsyn till sina judiska kollegor kunde han inte fortsätta arbeta med någon som var i nationalsocialisternas tjänst. Dessutom skulle det inte gagna Strauss heller att officiellt arbeta med en jude. Förmodligen refererade han även för första gången till två händelser som hade givit Strauss dålig publicitet utomlands; att han hade ersatt den judiske dirigenten Bruno Walter vid en konsert i Berlin våren 1933 och hans inhopp för Arturo Toscanini i Bayreuth 1934. Sårad, upprörd och övermodig skrev Strauss tillbaka till Zweig:
Ditt brev av den 15 drev mig till vansinne! Denna judiska envishet! Tillräckligt för att göra en till antisemit! Denna rasstolthet, denna känsla av solidaritet! Tror du att jag någonsin, i någon form, drivits av tanken att jag är "Tysk" (kanske, qui le sait)? Tror du att Mozart komponerade som en "arier"? Jag känner bara till två sorters människor: de med och de utan talang. "Das Volk" existerar för mig endast som publik. Om de är kineser, bayrare, nya zeeländare eller berlinare är mig likgiltigt. Det enda som betyder något är att de betalar sina biljetter. Sluta med att plåga mig med den gode Gregor. Komedin du sände mig är charmant och jag tvivlar inte en sekund på att det är ditt verk och ingen annans. Jag kommer inte acceptera det under ett annat namn. /.../ Vem har sagt dig att jag har agerat politiskt? För att jag dirigerade en konsert istället för den där hale skurken Bruno Walter? Jag gjorde det för orkesterns skull. För att jag ersatte den där "icke-ariern" Toscanini? Jag gjorde det för Bayreuths skull. Det har inget med politik att göra. Jag bryr mig inte om hur skvallerpressen tolkar mina gärningar och det borde inte du heller göra. För att jag agerar som ordförande för Riksmusikkammaren? Jag gjorde det endast för den goda sakens skull och för att förhindra än värre katastrofer! Bara för att jag är medveten om mina artistiska plikter. Jag skulle ha åtagit mig denna långtråkiga hederstjänst under vilken regim som helst. Men varken Kaiser Wilhelm eller Herr Rathenau [den judiske utrikesministern under Weimarrepubliken] bad mig om det. Så, var nu en snäll pojke och glöm Moses och de andra apostlarna för några veckor och arbete på dina två enaktare [det som senare skulle bli Friedenstag och Capriccio]. Föreställningen kommer att bli strålande! Skulle jag därför avbryta vårt samarbete? Aldrig, inte på några villkor!
Brevet skickades till Zweig, som bodde på hotell Bellevue i Zürich, men kom aldrig fram. Det plockade bort från hotellets postlåda av en Gestapomedlem från Dresden som lämnade in det till sin chef Martin Mutschmann. Denne kopierade brevet och skickades det till Hitler i Berlin med åtföljande notering:
Min Führer! Den medföljande kopian av ett brev från Herr Dr. Strauss till juden Stefan Zweig hamnade i händerna på Gestapo i Sachsen. Brevet vidarebefordras för er räkning. Jag skulle vilja tillägga att världspremiären av Die schweigsame Frau ägde rum inför fullsatt salong, det vill säga 500 personer. Den andra föreställningen var så sparsamt besökt att operaledningen delade ut fribiljetter. Den tredje föreställningen inställdes, till synes på grund av sjukdom bland artisterna.
1948 återfanns brevet i Gestapos arkiv. 20 juni utfärdade byrån för Konstens bevarande ett hemligt memorandum till alla nazistiska musikenheter i vilket Strauss namn länkades samman med Zweig och andra judar och uppmanade till bojkott av verket och en distansering av tonsättaren. Vid samma tid skrev Strauss till Zweig och prisade den kommande föreställningen, berättade att Goebbels med fru tänkte närvara men huruvida Hitler kom var osäkert. Vidare att Tredje Riket hade sina goda sidor (!). Efter att ha fått brevet skrev Zweig till Gregor:
| ” | Fastän han är entusiastisk över repetitionerna har starka krafter mot föreställningen vuxit fram, till och med nu i elfte timmen. Den gode mannen kommer snart be varse att den som blandar sig i politiken hamnar snart på ändan bland nässlorna. En stor konflikt måste pågå bakom brunskjortornas sceneri. | „ |

22 juni, två dagar före premiären, beslutade intendenten för Sachsens statsteatrar att ta bort Zweigs namn från operaprogrammet utan att säga till Strauss. Samma kväll bad Strauss att få se programmet och blev högröd i ansiktet när han såg att Zweigs namn saknades. Antingen satte de tillbaka hans namn eller så tänkte han utebli från premiären. Nästa dag var Zweigs namn tillbaka och intendenten fick sparken.

## Premiären

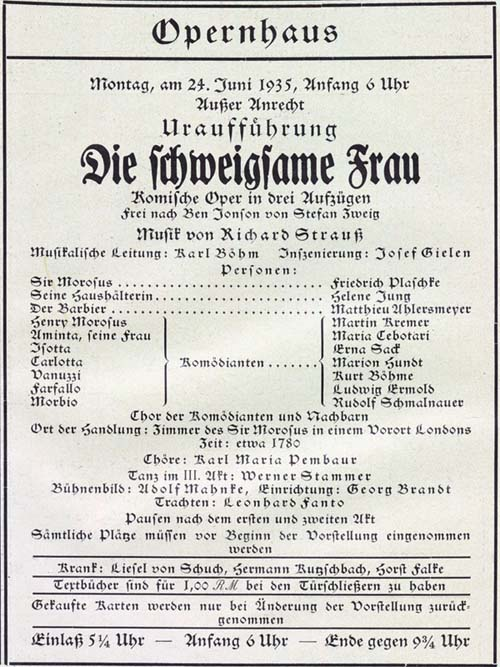
Affischen till premiären med Zweigs namn utskrivet.

Premiären ägde rum planenligt 24 juni 1935 och blev en succé. Karl Böhm dirigerade, bland sångarna märktes Kurt Böhme, Maria Cebotari och Erna Sack. Tre personer uteblev av olika orsaker; Hitler, Goebbels och Zweig. Efter andra föreställningen återvände Strauss till Garmisch och skrev till Zweig att den hade varit välbesökt. I själva verket hade andra föreställningen varit så glest besökt att operaledningen delade ut fribiljetter. Tredje föreställningen ställdes in på grund av sjukdom bland sångarna och var inte resultatet av den kommande bannlysningen. 

### Strauss tvingas avgå
6 juli åkte Strauss till Berchtesgaden för ett möte med Gregor. Väl där blev han kallad till ett annat möte:
Ministerrådet [Otto von] Keudell, på inrådan av statssekreterare Funk, tillkallade mig och begärde att jag skulle avgå som ordförande för Riksmusikkammaren på grund av "dålig hälsa". Jag gjorde så omedelbart. Herr Keudell visade flera gånger upp en rödmarkerad kopia av ett personligt brev till min vän och, och fram till nu, medarbetare Stefan Zweig. Trots att hans namn stod klart och tydligt på kuvertet hade brevet uppenbarligen blivit öppnat av statspolisen i Sachsen, och åtskilliga andra (!) regeringsinstanser i Berlin hade informerats. /.../ Jag visste inte att Jag, ordföranden i Riksmusikkammaren, var satt under polisbevakning, och att Jag, efter att ha skapat utmärkta verk "erkända i hela världen" i hela mitt liv, inte ansågs oantastlig som "en god Tysk". Trots detta har det oerhörda skett: Herr Minister Goebbels avskedade mig utan att ens be om en förklaring till det uppvisade brevet.

### Operans vidare öde
Fortfarande gjordes inget för att förhindra föreställningar av Die schweigsame Frau. Men efter den fjärde och sista föreställningen den 8 juli, som sändes över tysk radio, förbjöds operan att spelas i Tyskland. Senare sattes den upp i Graz, Milano, Zürich, Prag och Rom. I Wien gjordes den konsertant i två privata föreställningar 15 december 1935 och 10 januari 1936 tack vare Wien Richard Strauss Sällskapet. Zweig fick inte tillfälle att se någon av dessa föreställningar. I det sista brevet mellan Strauss och Zweig använder de pseudonymerna "Storch" (Strauss alter ego i Intermezzo) och "Morosus" (en av rollerna i Die schweigsame Frau). Efter Tysklands annektering av Österrike 1938 flydde Zweig till England, Holland och slutligen Brasilien där han begick självmord 1942. Operan spelades inte förrän 1947 då Dresden gjorde ett försök att rehabilitera operans dåliga rykte, föreställningar gjordes även i Berlin, München och Wiesbaden. 1959 presenterade Karl Böhm (som hade dirigerat uruppförandet 14 år tidigare) operan för internationell publik vid Festspelen i Salzburg och med sångare som Hans Hotter, Hermann Prey, Fritz Wunderlich och Hilde Güden. Operan var dock starkt nerkortat med över 50 minuter.
I USA fick operan sin premiär på New York City Opera 7 oktober 1958 och spelades även på Santa Fe Opera 1987 och 1991. I Storbritannien spelades den på Royal Opera House i London 1961 och den var en del av Glyndebourne festivalens utbud 1977 och 1979. 2010 sattes den upp på Semperoper i Dresden och på Bayerische Staatsoper i München 2010 och 2014.
Svensk premiär på Göteborgsoperan 4 mars 2023.

## Roller
| Roller                               | Stämma          | Rollbesättning vid premiären 24 juni 1935 Dirigent: Karl Böhm |
| ------------------------------------ | --------------- | ------------------------------------------------------------- |
| Sir John Morosus, pensionerad amiral | Bas             | Friedrich Plaschke                                            |
| Änkan Zimmerlein, hans hushållerska  | Kontraalt       | Helene Jung                                                   |
| Schneidebart, barberare              | Hög baryton     | Mathieu Ahlersmeyer                                           |
| Henry Morosus, amiralens brorson     | Hög tenor       | Martin Kremer                                                 |
| Aminta, hans fru                     | Koloratursopran | Maria Cebotari                                                |
| Isotta, operasångerska               | Koloratursopran | Erna Sack                                                     |
| Carlotta, operasångerska             | Mezzosopran     | Maria Hundt                                                   |
| Morbio, operasångare                 | Baryton         | Rudolf Schmalnauer                                            |
| Vanuzzi, operasångare                | Djup bas        | Kurt Böhme                                                    |
| Farfallo, operasångare               | Djup bas        | Ludwig Ermold                                                 |
| Papegojan                            | Talroll         |                                                               |

## Handling

### Akt I
ca 50 minuter
Den engelske herremannen Sir John Morosus har varit amiral i engelska flottan men är nu pensionerad efter en hörselskada vid en explosion som har gjort honom överkänslig för buller. Hans hushållerska tycker att han skall gifta sig och lierar sig därför med barberaren Schneidebart, som skall hitta en ung och tystlåten hustru åt Morosus. Denne är just på väg att finna sig i tanken på äktenskap då hans länge saknade brorson Henry stiger över tröskeln. Någon hustru behöver han inte längre ty nu har han en arvinge, men glädjen blir kort. Det visar sig nämligen att Henry inte har blivit soldat, som Morosus först tror, utan medlem av ett kringresande teatersällskap som har kommit till London för att uppträda på Haymarket Theatre. Morosus blir ursinnig och gör Henry arvlös på fläcken. Nu behöver han återigen en hustru och ger barberaren order att till nästa morgon hitta en lämplig hustru åt honom. Tillsammans med Henry smider barberaren en intrig, som skall bota Mososus från hans äktenskapsplaner och ge Henry hans arv tillbaka.

### Akt II
ca 55 minuter
Nästa morgon presenterar barberaren tre flickor för Morosus som kan komma i fråga som hans blivande hustru: bondflickan Carlotta, den bildade Isotta och den mjuka, tystlåtna Timidia. Morosus går i fällan och väljer Timidia, som i själva verket är Henrys hustru Aminta, medlem av teatersällskapet. Andra skådespelare arrangerar vigseln och en skock kommer in och gratulerar brudparet under stoj och glam. Morosus och Timidia blir äntligen ensamma, men först nu börjar hans vedermödor på allvar ty fastän Aminta tycker synd om den ensamme gamlingen, som försöker visa henne uppriktig tillgivenhet, måste hon spela sin roll och förvandla sig till en rasande furie som slår sönder alla hans käraste ägodelar och kräver dyrbara kläder, smycken och musik. Som av en slump dyker Henry upp och lovar befria sin farbror från detta monster till kvinna. Morosus går lättad till sängs medan Henry tar Aminta i famnen.

### Akt III
ca 35 minuter
Nästa morgon har Morosus förmenta hustru skickat bud efter hantverkare som under mycket buller och bång skall ändra huset efter hennes smak, medan hon själv tar sånglektioner för den förklädde Henry. Morosus är desperat men andas ut då barberaren kommer med två advokater som skall ordna skilsmässa ögonblickligen. Advokaterna påstår emellertid att det inte finns någon giltig skilsmässoorsak, och Morosus drivs till vansinnets brant. Till sist tycker skådespelarna att de har fört skämtet långt nog och avslöjar för honom att allt bara var ett spel.
Först blir Morosus vred, men så börjar han plötsligt skratta och förklarar belåtet att de alla har spelat en strålande komedi. Han bjuder alla på ett glas vin och skådespelarna sjunger och dansar för honom. Han tackar dem och de drar sig tillbaka så att han kan njuta sin återvunna sinnesfrid med Henry och Aminta och erkänna att det är underbart med en ung, tystlåten hustru - som Aminta verkligen är - men ännu underbarare när det visar sig att hon är en annan mans hustru.

## Orkesterbesättning
- Träblåsinstrument

3 tvärflöjter (flöjt 3 dubblerar på piccoloflöjt), 2 oboer, Engelskt horn, 3 klarinetter, basklarinett, 3 fagotter (fagott 3 dubblerar på kontrafagott)
- Bleckblåsinstrument

4 horn, 3 trumpeter, 3 tromboner, tuba
- Slagverk

Pukor, bastrumma, tamtam, cymbaler, virveltrumma, klockspel, bjällror, xylofon, tamburin, kastanjetter
- Stråkar

Harpa, Violin I (14), Violin II (12), Viola (8), Cello (8), Kontrabas (6)
- Klaverinstrument

Celesta, cembalo
- Scenmusik

Trumpeter, orgel, säckpipor, trummor

## Diskografi
Alla inspelningar innehåller strykningar, förutom 1977 års version.
| År                      | Roller (Henry Morosos, Sir Morosus, Hushållerskan, Schneidebart, Aminta)             | Dirigent, Orkester | Skivmärke                                       |
| ----------------------- | ------------------------------------------------------------------------------------ | --- | ----------------------------------------------- |
| 1959                    | Fritz Wunderlich, Hans Hotter, Georgine von Milinkovic, Hermann Prey, Hilde Gueden   | Karl Böhm Wienerfilharmonikerna                                                                                               | Audio CD: Deutsche Grammophon Kat: DG 445 335-2 |
| 1971                    | Donald Grobe, Kurt Böhme, Martha Mödl, Barry McDaniel, Reri Grist                    | Wolfgang Sawallisch, Bayerska statsorkestern (Inspelning från en föreställning på Nationalteatern i München den 14 juli 1971) | Audio CD: Orfeo, Kat: C 516992 I                |
| 1977 (återutgiven 2012) | Eberhard Büchner, Theo Adam, Annelies Burmeister, Wolfgang Schöne, Jeanette Scovotti | Marek Janowski, Staatskapelle Dresden                                                                                         | Audio CD: Testament Kat: CMS5660332.            |
| 2013                    | Bernhard Berchtold, Franz Hawlata, Monika Straube, Andreas Kindschuh, Julia Bauer.   | Frank Beerman, Robert-Schumann Philharmonie, kör från Chemnitz Opera                                                          | Audio CD: CPO Kat: CPO 777 757-2                |